# Paraphymatoceros minutus
Paraphymatoceros minutus är en bladmossart som först beskrevs av William Mitten, och fick sitt nu gällande namn av Gabriela Gustava Hässel de Menéndez. Paraphymatoceros minutus ingår i släktet Paraphymatoceros och familjen Dendrocerotaceae. Inga underarter finns listade i Catalogue of Life.